# Canthium rheedei
Canthium rheedei är en måreväxtart som beskrevs av Dc.. Canthium rheedei ingår i släktet Canthium och familjen måreväxter. Inga underarter finns listade i Catalogue of Life.